# Velampalayam
Velampalayam är en stad i den indiska delstaten Tamil Nadu, och tillhör distriktet Tiruppur. Den är en förort till Tiruppur, och folkmängden uppgick till 87 427 invånare vid folkräkningen 2011.